# Boromîkî, Cernihiv
Boromîkî (în ucraineană Боромики) este localitatea de reședință a comunei Boromîkî din raionul Cernihiv, regiunea Cernihiv, Ucraina.

## Demografie
Componența lingvistică a localității Boromîkî
     Ucraineană (97,92%)
     Rusă (2,08%)
Conform recensământului din 2001, majoritatea populației localității Boromîkî era vorbitoare de ucraineană (97,92%), existând în minoritate și vorbitori de rusă (2,08%).